# Branchiostegus doliatus
Branchiostegus doliatus är en fiskart som först beskrevs av Cuvier, 1830.  Branchiostegus doliatus ingår i släktet Branchiostegus och familjen Malacanthidae. Inga underarter finns listade.